# ニューヨーク大火 (1835年)
1835年ニューヨーク大火（Great Fire of 1835）は、1835年12月16日の晩に25 Merchant Street（現在のハノーヴァー・ストリート (en) とウォール・ストリートの交差点あたり）に建つ5階建の倉庫から出火し、ロウアー・マンハッタンのニューヨーク市街地に燃え広がった。火災である。

## 概要
強風が北西からイースト川に向かって吹き付けていたことから、川の地点で火事の拡大はせき止められた。この火事が起こった時、ロウアー・マンハッタンを囲む二つの川、イースト川とハドソン川は−17 °F (−27 °C)以下の気温により凍りついていた。
消防士たちは、消火用の水を確保するために、ドリルで凍った川に穴を開けなければならなかった。しかし、組み上げた川の水はホースやパイプの中で凍ってしまった。また、炎の進行方向の建物を事前に解体し、燃え広がるのを防ぐことは、マンハッタンに備蓄されていた火薬の不足により実行できなかった。救援に向かった消防士たちによると、この火事は遠くはおよそ97マイル離れたフィラデルフィアからも見ることができた。
午前2時頃になって、ブルックリン海軍工廠から火薬を調達した水兵たちは炎の進路の建物の爆破を開始した。この時点で、火事は50エーカー (200,000 m2)、ニューヨーク市の17ブロックに広がり、530から700の建物が燃やされた。火事の範囲はコエンティーズ・スリップの周辺、南東をイースト川、北をメイデン・レーン (en)、西をウィリアム・ストリートに囲まれたあたりのエリアであった。この火災による損失は当時の金額で2000万ドルと推定されており、二人が死亡した。
ニューヨーク市の歴史に関する出版によると次のように記されている。"火災で破壊された多くの店は新しく、鉄製のシャッターとドア、銅製の屋根を備えていた。それらが燃え落ちるのを見た人たちは、フル稼働している巨大な鉄のかまどのように見えたと語っている。この時の熱は銅の屋根を溶かし、その液体が大きな滴りとなって流れ落ちていた。強風がイースト川に向かって吹いていた。壁という壁は倒壊し、雪崩の音が響いていた。通り沿いのすべての建物から、炎の先端が屋根や窓から飛び出て揺らめいていた。川の水面には炎が反射し、巨大な血の海のように見えていた。ベルの音が鳴り、その後消えた。パール・ストリートとハノーヴァー・ストリート (en) の両側は同時に炎によって囲まれた。"

 
損害に関する別の報告によると：
もっとも凄惨な火災がニューヨークにおいて12月15日に起こった。これによって市のもっとも価値のある地区を含む600の建物が倒壊し、取引所や郵便局、そして数々の店が完全に破壊された。この火災は15時間以上燃え続けた。波止場沿いに停泊していた船舶や積み荷は大損害を被り、幾つかの船舶は完全に破壊された。被害総額は20,000,000ドルと推定される。

この大災害からの人口の回復を称える報告もある：
この凄惨な災害の只中でも、人々のしなやかなエネルギーを見るのは慰めとなる。この恐ろしく荒れ果てた土地に失望し時間を無駄にする代わりに、人々は皆この損害を復興する緊急態勢にいるように見える
。

調査により、非難の追求はされず、この火災の原因はガス管が破裂し石炭ストーブに引火したことであると報告された。復興によってより改良された建物を建てるためには金融が必要であった。交渉が迅速に執り行われ、銀行の協調によって経済的な惨事が起こることを決定的に防止した：
より近代的な再建計画およびそのための借入の方法、確実な担保が手配された。住民のエネルギーおよび銀行が事前に様々な保険会社や民間の個人と交渉していた方法は予想された商業的な危機を回避することに貢献した。
この火災による主な問題の一つは、幾つかの保険会社が破壊され続いて倒産したことである。この火災で損害を被った資産の所有者たちがどのように補償請求をするかということが論点となった。エリー運河が開通したばかりだったため経済ブームの只中で起こったこの火事の後、木造の建物は燃えにくいより大きな石やレンガの建物に建て換えられた。また、この火災によって、新しい市の給水システム、旧クロトン水道 (en) の整備と消防組織の改革と拡張が行われた。この火災で建物を失った保険会社は、建て替えるよりも、コネチカット州ハートフォードに運営拠点を移した。現在でも、ハートフォードは"世界の保険業界の首都" (Insurance Capital of the World) として知られている。